# WTA Finals

Tennis logos

El WTA Finals (antes conocido como WTA Tour Championships) es un torneo profesional de tenis que se juega anualmente al final de la temporada por las jugadoras mejor clasificadas en la gira de la WTA. La ubicación del torneo y el número de jugadoras ha cambiado desde la primera edición en 1972. Desde 2003 es disputado por ocho jugadoras individuales divididas en dos grupos de cuatro (Round Robin) y ocho parejas de dobles, que compiten por eliminación directa.
El WTA Finals es considerada extraoficialmente como el quinto evento más prestigioso de la temporada después de los cuatro torneos de Grand Slam. También otorga el premio en dinero más grande y la mayor cantidad de puntos para el ranking después de los Majors. La jugadora más exitosa en este torneo es Martina Navratilova, que ha ganado 8 títulos individuales y 13 de dobles.
Para clasificar al WTA Finals, las jugadoras compiten durante todo el año en más de 53 torneos WTA en todo el mundo, así como en los cuatro eventos de Grand Slam. Las jugadoras ganan puntos para la denominada Carrera de Campeonas, tal que las ocho jugadoras y parejas de dobles que hayan obtenido más puntos en la temporada regular (todos los torneos jugados en el año, hasta justo antes de disputarse las finales), serán quienes clasifiquen. Para individuales, todos los resultados de ese año cuentan para la Carrera de Campeonas; para las parejas, solo los once mejores resultados cuentan. Vale aclarar que el octavo lugar en individuales no tiene garantizado un lugar en la final ya que la WTA tiene cierto margen de acción según el reglamento.
Las jugadoras calificadas participan en un formato de round-robin en dos grupos de cuatro. Las ganadoras y subcampeonas de cada grupo avanzan a las semifinales. Los equipos de dobles compiten por eliminación directa (Play-Off).

## Resultados históricos

### Individual
| Sede                   | Año      | Campeona                                           | Finalista                                          | Resultado                                          |
| ---------------------- | -------- | -------------------------------------------------- | -------------------------------------------------- | -------------------------------------------------- |
| WTA Tour Championships |          |                                                    |                                                    |                                                    |
| Houston                | 1971     | Billie Jean King                                   | Kerry Melville Reid                                | 6-4, 4-6, 6-1                                      |
| Boca Ratón             | 1972     | Chris Evert                                        | Kerry Melville Reid                                | 7-5, 6-4                                           |
| Boca Ratón             | 1973     | Chris Evert                                        | Nancy Richey Gunter                                | 6-3, 6-3                                           |
| Los Ángeles            | 1974     | Evonne Goolagong Cawley                            | Chris Evert                                        | 6-3, 6-4                                           |
| Los Ángeles            | 1975     | Chris Evert                                        | Martina Navrátilová                                | 6-4, 6-2                                           |
| Los Ángeles            | 1976     | Evonne Goolagong Cawley                            | Chris Evert                                        | 6-3, 5-7, 6-3                                      |
| Nueva York             | 1977     | Chris Evert                                        | Sue Barker                                         | 2-6, 6-1, 6-1                                      |
| Oakland                | 1978     | Martina Navrátilová                                | Evonne Goolagong Cawley                            | 7-6(0), 6-4                                        |
| Nueva York             | 1979     | Martina Navrátilová                                | Tracy Austin                                       | 6-3, 3-6, 6-2                                      |
| Nueva York             | 1980     | Tracy Austin                                       | Martina Navrátilová                                | 6-2, 2-6, 6-2                                      |
| Nueva York             | 1981     | Martina Navrátilová                                | Andrea Jaeger                                      | 6-3, 7-6(3)                                        |
| Nueva York             | 1982     | Sylvia Hanika                                      | Martina Navrátilová                                | 1-6, 6-3, 6-4                                      |
| Nueva York             | 1983     | Martina Navrátilová                                | Chris Evert                                        | 6-2, 6-0                                           |
| Nueva York             | 1984     | Martina Navrátilová                                | Chris Evert                                        | 6-3, 7-5, 6-1                                      |
| Nueva York             | 1985     | Martina Navrátilová                                | Helena Suková                                      | 6-3, 7-5, 6-4                                      |
| Nueva York             | 1986 (1) | Martina Navrátilová                                | Hana Mandlíková                                    | 6-2, 6-0, 3-6, 6-1                                 |
| Nueva York             | 1986 (2) | Martina Navrátilová                                | Steffi Graf                                        | 7-6(6), 6-3, 6-2                                   |
| Nueva York             | 1987     | Steffi Graf                                        | Gabriela Sabatini                                  | 4-6, 6-4, 6-0, 6-4                                 |
| Nueva York             | 1988     | Gabriela Sabatini                                  | Pam Shriver                                        | 7-5, 6-2, 6-2                                      |
| Nueva York             | 1989     | Steffi Graf                                        | Martina Navrátilová                                | 6-4, 7-5, 2-6, 6-2                                 |
| Nueva York             | 1990     | Monica Seles                                       | Gabriela Sabatini                                  | 6-4, 5-7, 3-6, 6-4, 6-2                            |
| Nueva York             | 1991     | Monica Seles                                       | Martina Navrátilová                                | 6-4, 3-6, 7-5, 6-0                                 |
| Nueva York             | 1992     | Monica Seles                                       | Martina Navrátilová                                | 7-5, 6-3, 6-1                                      |
| Nueva York             | 1993     | Steffi Graf                                        | Arantxa Sánchez Vicario                            | 6-1, 6-4, 3-6, 6-1                                 |
| Nueva York             | 1994     | Gabriela Sabatini                                  | Lindsay Davenport                                  | 6-3, 6-2, 6-4                                      |
| Nueva York             | 1995     | Steffi Graf                                        | Anke Huber                                         | 6-1, 2-6, 6-1, 4-6, 6-3                            |
| Nueva York             | 1996     | Steffi Graf                                        | Martina Hingis                                     | 6-3, 4-6, 6-0, 4-6, 6-0                            |
| Nueva York             | 1997     | Jana Novotná                                       | Mary Pierce                                        | 7-6(4), 6-2, 6-3                                   |
| Nueva York             | 1998     | Martina Hingis                                     | Lindsay Davenport                                  | 7-5, 6-4, 4-6, 6-2                                 |
| Nueva York             | 1999     | Lindsay Davenport                                  | Martina Hingis                                     | 6-4, 6-2                                           |
| Nueva York             | 2000     | Martina Hingis                                     | Monica Seles                                       | 6-7(5), 6-4, 6-4                                   |
| Múnich                 | 2001     | Serena Williams                                    | Lindsay Davenport                                  | w/o                                                |
| Los Ángeles            | 2002     | Kim Clijsters                                      | Serena Williams                                    | 7-5, 6-3                                           |
| Los Ángeles            | 2003     | Kim Clijsters                                      | Amélie Mauresmo                                    | 6-2, 6-0                                           |
| Los Ángeles            | 2004     | María Sharápova                                    | Serena Williams                                    | 4-6, 6-2, 6-4                                      |
| Los Ángeles            | 2005     | Amélie Mauresmo                                    | Mary Pierce                                        | 5-7, 7-6(3), 6-4                                   |
| Madrid                 | 2006     | Justine Henin                                      | Amélie Mauresmo                                    | 6-4, 6-3                                           |
| Madrid                 | 2007     | Justine Henin                                      | María Sharápova                                    | 5-7, 7-5, 6-3                                      |
| Doha                   | 2008     | Venus Williams                                     | Vera Zvonareva                                     | 6-7(5), 6-0, 6-2                                   |
| Doha                   | 2009     | Serena Williams                                    | Venus Williams                                     | 6-2, 7-6(4)                                        |
| Doha                   | 2010     | Kim Clijsters                                      | Caroline Wozniacki                                 | 6-3, 5-7, 6-3                                      |
| Estambul               | 2011     | Petra Kvitová                                      | Victoria Azarenka                                  | 7-5, 4-6, 6-3                                      |
| Estambul               | 2012     | Serena Williams                                    | María Sharápova                                    | 6-4, 6-3                                           |
| Estambul               | 2013     | Serena Williams                                    | Na Li                                              | 2-6, 6-3, 6-0                                      |
| WTA Finals             |          |                                                    |                                                    |                                                    |
| Singapur               | 2014     | Serena Williams                                    | Simona Halep                                       | 6-3, 6-0                                           |
| Singapur               | 2015     | Agnieszka Radwańska                                | Petra Kvitová                                      | 6-2, 4-6, 6-3                                      |
| Singapur               | 2016     | Dominika Cibulková                                 | Angelique Kerber                                   | 6-3, 6-4                                           |
| Singapur               | 2017     | Caroline Wozniacki                                 | Venus Williams                                     | 6-4, 6-4                                           |
| Singapur               | 2018     | Elina Svitólina                                    | Sloane Stephens                                    | 3-6, 6-2, 6-2                                      |
| Shenzhen               | 2019     | Ashleigh Barty                                     | Elina Svitólina                                    | 6-4, 6-3                                           |
| Shenzhen               | 2020     | Torneo cancelado debido a la Pandemia de COVID-19. | Torneo cancelado debido a la Pandemia de COVID-19. | Torneo cancelado debido a la Pandemia de COVID-19. |
| Guadalajara            | 2021     | Garbiñe Muguruza                                   | Anett Kontaveit                                    | 6-3, 7-5                                           |
| Fort Worth             | 2022     | Caroline Garcia                                    | Aryna Sabalenka                                    | 7-6(4), 6-4                                        |
| Cancún                 | 2023     | Iga Świątek                                        | Jessica Pegula                                     | 6-1, 6-0                                           |
| Riad                   | 2024     | Coco Gauff                                         | Qinwen Zheng                                       | 3-6, 6-4, 7-6(2)                                   |

### Dobles
| Sede                   | Año      | Campeonas                                          | Finalistas                                         | Resultado                                          |
| ---------------------- | -------- | -------------------------------------------------- | -------------------------------------------------- | -------------------------------------------------- |
| WTA Tour Championships |          |                                                    |                                                    |                                                    |
| Houston                | 1971     | Rosemary Casals Billie Jean King                   | Judy Tegart Dalton Françoise Durr                  | 6-3, 1-6, 6-2                                      |
| Boca Ratón             | 1972     | No se disputó                                      | No se disputó                                      | No se disputó                                      |
| Boca Ratón             | 1973     | Rosemary Casals Margaret Court                     | Françoise Durr Betty Stöve                         | 6-2, 6-4                                           |
| Los Ángeles            | 1974     | Rosemary Casals Billie Jean King                   | Françoise Durr Betty Stöve                         | 6-1, 6-7(2), 7-5                                   |
| Los Ángeles            | 1975-78  | No se disputó                                      | No se disputó                                      | No se disputó                                      |
| Nueva York             | 1979     | Françoise Durr Betty Stöve                         | Sue Barker Ann Kiyomura                            | 7-6, 7-6                                           |
| Nueva York             | 1980     | Billie Jean King Martina Navrátilová               | Rosemary Casals Wendy Turnbull                     | 6-3, 4-6, 6-3                                      |
| Nueva York             | 1981     | Martina Navrátilová Pam Shriver                    | Barbara Potter Sharon Walsh                        | 6-0, 7-6(6)                                        |
| Nueva York             | 1982     | Martina Navrátilová Pam Shriver                    | Kathy Jordan Anne Smith                            | 6-4, 6-3                                           |
| Nueva York             | 1983     | Martina Navrátilová Pam Shriver                    | Claudia Kohde-Kilsch Eva Pfaff                     | 7-5, 6-2                                           |
| Nueva York             | 1984     | Martina Navrátilová Pam Shriver                    | Jo Durie Ann Kiyomura                              | 6-3, 6-1                                           |
| Nueva York             | 1985     | Martina Navrátilová Pam Shriver                    | Claudia Kohde-Kilsch Helena Suková                 | 6-7(4), 6-4, 7-6(5)                                |
| Nueva York             | 1986 (1) | Hana Mandlíková Wendy Turnbull                     | Claudia Kohde-Kilsch Helena Suková                 | 6-4, 6-7(4), 6-3                                   |
| Nueva York             | 1986 (2) | Martina Navrátilová Pam Shriver                    | Claudia Kohde-Kilsch Helena Suková                 | 1-6, 6-1, 6-1                                      |
| Nueva York             | 1987     | Martina Navrátilová Pam Shriver                    | Claudia Kohde-Kilsch Helena Suková                 | 6-1, 6-1                                           |
| Nueva York             | 1988     | Martina Navrátilová Pam Shriver                    | Larisa Savchenko Natalia Zvereva                   | 6-3, 6-4                                           |
| Nueva York             | 1989     | Martina Navrátilová Pam Shriver                    | Larisa Savchenko Natalia Zvereva                   | 6-3, 6-2                                           |
| Nueva York             | 1990     | Kathy Jordan Elizabeth Smylie                      | Mercedes Paz Arantxa Sánchez Vicario               | 7-6(4), 6-4                                        |
| Nueva York             | 1991     | Martina Navrátilová Pam Shriver                    | Gigi Fernández Jana Novotná                        | 4-6, 7-5, 6-4                                      |
| Nueva York             | 1992     | Arantxa Sánchez Vicario Helena Suková              | Jana Novotná Larisa Savchenko                      | 7-6(4), 6-1                                        |
| Nueva York             | 1993     | Gigi Fernández Natalia Zvereva                     | Jana Novotná Larisa Savchenko                      | 6-3, 7-5                                           |
| Nueva York             | 1994     | Gigi Fernández Natasha Zvereva                     | Jana Novotná Arantxa Sánchez Vicario               | 6-3, 6-7(4), 6-3                                   |
| Nueva York             | 1995     | Jana Novotná Arantxa Sánchez Vicario               | Gigi Fernández Natasha Zvereva                     | 6-2, 6-1                                           |
| Nueva York             | 1996     | Lindsay Davenport Mary Joe Fernández               | Jana Novotná Arantxa Sánchez Vicario               | 6-3, 6-2                                           |
| Nueva York             | 1997     | Lindsay Davenport Jana Novotná                     | Alexandra Fusai Nathalie Tauziat                   | 6-7(5), 6-3, 6-2                                   |
| Nueva York             | 1998     | Lindsay Davenport Natasha Zvereva                  | Alexandra Fusai Nathalie Tauziat                   | 6-7(6), 7-5, 6-3                                   |
| Nueva York             | 1999     | Martina Hingis Anna Kournikova                     | Arantxa Sánchez Vicario Larisa Savchenko           | 6-4, 6-4                                           |
| Nueva York             | 2000     | Martina Hingis Anna Kournikova                     | Nicole Arendt Manon Bollegraf                      | 6-2, 6-3                                           |
| Múnich                 | 2001     | Lisa Raymond Rennae Stubbs                         | Cara Black Elena Likhovtseva                       | 7-5, 3-6, 6-3                                      |
| Los Ángeles            | 2002     | Elena Dementieva Janette Husárová                  | Cara Black Elena Likhovtseva                       | 4-6, 6-4, 6-3                                      |
| Los Ángeles            | 2003     | Virginia Ruano Paola Suárez                        | Kim Clijsters Ai Sugiyama                          | 6-4, 3-6, 6-3                                      |
| Los Ángeles            | 2004     | Nadia Petrova Meghann Shaughnessy                  | Cara Black Rennae Stubbs                           | 7-5, 6-2                                           |
| Los Ángeles            | 2005     | Lisa Raymond Samantha Stosur                       | Cara Black Rennae Stubbs                           | 6-7(5), 7-5, 6-4                                   |
| Madrid                 | 2006     | Lisa Raymond Samantha Stosur                       | Cara Black Rennae Stubbs                           | 3-6, 6-3, 6-3                                      |
| Madrid                 | 2007     | Cara Black Liezel Huber                            | Katarina Srebotnik Ai Sugiyama                     | 5-7, 6-3, 10-8                                     |
| Doha                   | 2008     | Cara Black Liezel Huber                            | Květa Peschke Rennae Stubbs                        | 6-1, 7-5                                           |
| Doha                   | 2009     | Nuria Llagostera María José Martínez               | Cara Black Liezel Huber                            | 7-6(0), 5-7, 10-7                                  |
| Doha                   | 2010     | Gisela Dulko Flavia Pennetta                       | Květa Peschke Katarina Srebotnik                   | 7-5, 6-4                                           |
| Estambul               | 2011     | Liezel Huber Lisa Raymond                          | Květa Peschke Katarina Srebotnik                   | 6-4, 6-4                                           |
| Estambul               | 2012     | María Kirilenko Nadia Petrova                      | Andrea Hlaváčková Lucie Hradecká                   | 6-1, 6-4                                           |
| Estambul               | 2013     | Su-Wei Hsieh Shuai Peng                            | Elena Vesnina Ekaterina Makarova                   | 6-4, 7-5                                           |
| WTA Finals             |          |                                                    |                                                    |                                                    |
| Singapur               | 2014     | Cara Black Sania Mirza                             | Su-Wei Hsieh Shuai Peng                            | 6-1, 6-0                                           |
| Singapur               | 2015     | Martina Hingis Sania Mirza                         | Garbiñe Muguruza Carla Suárez                      | 6-0, 6-3                                           |
| Singapur               | 2016     | Ekaterina Makarova Elena Vesnina                   | Bethanie Mattek-Sands Lucie Šafářová               | 7-6(5), 6-3                                        |
| Singapur               | 2017     | Tímea Babos Andrea Hlaváčková                      | Kiki Bertens Johanna Larsson                       | 4-6, 6-4, [10-5]                                   |
| Singapur               | 2018     | Tímea Babos Kristina Mladenovic                    | Barbora Krejčíková Kateřina Siniaková              | 6-4, 7-5                                           |
| Shenzhen               | 2019     | Tímea Babos Kristina Mladenovic                    | Su-Wei Hsieh Barbora Strýcová                      | 6-1, 6-3                                           |
| Shenzhen               | 2020     | Torneo cancelado debido a la Pandemia de COVID-19. | Torneo cancelado debido a la Pandemia de COVID-19. | Torneo cancelado debido a la Pandemia de COVID-19. |
| Guadalajara            | 2021     | Barbora Krejčíková Kateřina Siniaková              | Su-Wei Hsieh Elise Mertens                         | 6-3, 6-4                                           |
| Fort Worth             | 2022     | Veronika Kudermétova Elise Mertens                 | Barbora Krejčíková Kateřina Siniaková              | 6-2, 4-6, [11-9]                                   |
| Cancún                 | 2023     | Laura Siegemund Vera Zvonareva                     | Nicole Melichar Ellen Perez                        | 6-4, 6-4                                           |
| Riad                   | 2024     | Gabriela Dabrowski Erin Routliffe                  | Kateřina Siniaková Taylor Townsend                 | 7-5, 6-3                                           |

- (1) (2) En el año 1986 se disputaron 2 torneos.

## Títulos por jugadora
| Jugadora            | # | Años                                                   |
| ------------------- | - | ------------------------------------------------------ |
| Martina Navrátilová | 8 | 1978, 1979, 1981, 1983, 1984, 1985, 1986 (1), 1986 (2) |
| Steffi Graf         | 5 | 1987, 1989, 1993, 1995, 1996                           |
| Serena Williams     | 5 | 2001, 2009, 2012, 2013, 2014                           |
| Chris Evert         | 4 | 1972, 1973, 1975, 1977                                 |
| Monica Seles        | 3 | 1990, 1991, 1992                                       |
| Kim Clijsters       | 3 | 2002, 2003, 2010                                       |
| Evonne Goolagong    | 2 | 1974, 1976                                             |
| Gabriela Sabatini   | 2 | 1988, 1994                                             |
| Martina Hingis      | 2 | 1998, 2000                                             |
| Justine Henin       | 2 | 2006, 2007                                             |
| Tracy Austin        | 1 | 1980                                                   |
| Sylvia Hanika       | 1 | 1982                                                   |
| Jana Novotná        | 1 | 1997                                                   |
| Lindsay Davenport   | 1 | 1999                                                   |
| María Sharápova     | 1 | 2004                                                   |
| Amélie Mauresmo     | 1 | 2005                                                   |
| Venus Williams      | 1 | 2008                                                   |
| Petra Kvitová       | 1 | 2011                                                   |
| Agnieszka Radwańska | 1 | 2015                                                   |
| Dominika Cibulková  | 1 | 2016                                                   |
| Caroline Wozniacki  | 1 | 2017                                                   |
| Elina Svitólina     | 1 | 2018                                                   |
| Ashleigh Barty      | 1 | 2019                                                   |
| Garbiñe Muguruza    | 1 | 2021                                                   |
| Caroline Garcia     | 1 | 2022                                                   |
| Iga Świątek         | 1 | 2023                                                   |
| Coco Gauff          | 1 | 2024                                                   |